# Perú en el Campeonato Sudamericano de Fútbol Sub-20 de 2023
El XXX Campeonato Sudamericano Sub-20 fue la trigésima edición en la historia del certamen. Perú fue uno de los 10 participantes.

## Amistosos previos
| 13 de diciembre de 2022 | Perú | 1:1 | Colombia | Lima |  |
|                         |      |     |          |      |  |

| 15 de diciembre de 2022 | Perú | 0:0 | Colombia | Lima |  |
|                         |      |     |          |      |  |

| 12 de enero de 2023 | Perú | 1:1 | Bolivia | Lima |  |
|                     |      |     |         |      |  |

## Participación
Perú no logró sumar puntos y fue eliminado en primera fase.

### Primera fase
| Selección | Pts. | PJ | PG | PE | PP | GF | GC | Dif. |
| --------- | ---- | -- | -- | -- | -- | -- | -- | ---- |
| Brasil    | 10   | 4  | 3  | 1  | 0  | 9  | 3  | 6    |
| Colombia  | 8    | 4  | 2  | 2  | 0  | 5  | 3  | 2    |
| Paraguay  | 7    | 4  | 2  | 1  | 1  | 5  | 4  | 1    |
| Argentina | 3    | 4  | 1  | 0  | 3  | 3  | 6  | –3   |
| Perú      | 0    | 4  | 0  | 0  | 4  | 1  | 7  | –6   |

#### Partidos
| 19 de enero | Perú | 0:3 (0:0) | Brasil                                          | Estadio Pascual Guerrero, Cali                                 |                                                                |
| 17:00       |      | Reporte   | Vitor Roque 68', 81' (pen.) · Andrey Santos 76' | Asistencia: 17 929 espectadores Árbitro(s): Guillermo Guerrero | Asistencia: 17 929 espectadores Árbitro(s): Guillermo Guerrero |

| 21 de enero | Perú        | 1:2 (1:1) | Colombia        | Estadio Pascual Guerrero, Cali                             |                                                            |
| 18:30       | Vásquez 37' | Reporte   | Cortés 45', 74' | Asistencia: 25 981 espectadores Árbitro(s): Yender Herrera | Asistencia: 25 981 espectadores Árbitro(s): Yender Herrera |

| 23 de enero | Paraguay | 1:0 | Perú | Estadio Pascual Guerrero, Cali |  |
| 17:00       |          |     |      |                                |  |

| 25 de enero | Argentina | 1:0 | Perú | Estadio Pascual Guerrero, Cali |  |
| 17:00       |           |     |      |                                |  |

## Posición final
| Selección   | PJ | PG | PE | PP | GF | GC | Dif. | Pts. |
| ----------- | -- | -- | -- | -- | -- | -- | ---- | ---- |
| 1 Brasil    | 9  | 7  | 2  | 0  | 19 | 4  | +15  | 23   |
| 2 Uruguay   | 9  | 7  | 1  | 1  | 19 | 6  | +13  | 22   |
| 3 Colombia  | 9  | 5  | 3  | 1  | 11 | 5  | +6   | 18   |
| 4 Ecuador   | 9  | 2  | 3  | 4  | 8  | 11 | –3   | 9    |
| 5 Paraguay  | 9  | 2  | 2  | 5  | 7  | 13 | –6   | 8    |
| 6 Venezuela | 9  | 2  | 2  | 5  | 6  | 15 | –9   | 8    |
| 7 Chile     | 4  | 1  | 1  | 2  | 2  | 5  | –3   | 4    |
| 8 Argentina | 4  | 1  | 0  | 3  | 3  | 6  | –3   | 3    |
| 9 Bolivia   | 4  | 1  | 0  | 3  | 2  | 6  | –4   | 3    |
| 10 Perú     | 4  | 0  | 0  | 4  | 1  | 7  | –6   | 0    |